# Ruengueri
Ruengueri (em inglês: Ruhengeri) é uma cidade da Ruanda situada na província (intara) do Norte. Segundo censo de 2012, havia 59 333 habitantes. Já foi capital da província de Ruengueri.